# Nino Žugelj
Nino Žugelj (Slovenj Gradec, 23 de mayo de 2000) es un futbolista esloveno que juega en la demarcación de extremo para el Djurgårdens IF de la Allsvenskan.

## Selección nacional
Tras jugar con las categorías inferiores de la selección, finalmente el 7 de junio de 2024 hizo su debut con la selección de Eslovenia en un partido amistoso contra Bulgaria que finalizó con un resultado de empate a uno tras el gol de Kiril Despodov para Bulgaria, y de Andraž Šporar para Eslovenia.

### Participaciones en Eurocopas
| Copa          | Sede     | Resultado        | Partidos | Goles |
| ------------- | -------- | ---------------- | -------- | ----- |
| Eurocopa 2024 | Alemania | Octavos de final | 0        | 0     |

## Clubes
| Club                   | País      | Año       | Partidos | Goles |
| ---------------------- | --------- | --------- | -------- | ----- |
| NK Maribor             | Eslovenia | 2019      | 3        | 0     |
| FC Drava Ptuj (cedido) | Eslovenia | 2020      | 1        | 0     |
| NK Bravo (cedido)      | Eslovenia | 2020-2021 | 19       | 0     |
| NK Maribor             | Eslovenia | 2021-2022 | 39       | 7     |
| F. K. Bodø/Glimt       | Noruega   | 2022-2025 | 54       | 12    |
| Djurgårdens IF         | Suecia    | 2025-     |          |       |

## Palmarés

### Títulos nacionales
| Título                    | Club             | País      | Año  |
| ------------------------- | ---------------- | --------- | ---- |
| Primera Liga de Eslovenia | NK Maribor       | Eslovenia | 2019 |
| Primera Liga de Eslovenia | NK Maribor       | Eslovenia | 2022 |
| Eliteserien               | F. K. Bodø/Glimt | Noruega   | 2023 |
| Eliteserien               | F. K. Bodø/Glimt | Noruega   | 2024 |